# Interleukin-2-Rezeptor
Der Interleukin-2-Rezeptor ist ein heterotrimeres Transmembranprotein, das auf der Oberfläche lymphatischer Zellen vorkommt. Das Zytokin Interleukin-2 bindet an den Rezeptor und aktiviert ihn. Durch Kontrolle regulatorischer T-Zellen (TReg) ist die α-Kette an der Regulation der Immuntoleranz beteiligt.
Die proteolytisch abgespaltene α-Kette kommt im Plasma als löslicher Interleukin-2-Rezeptor α (sIL-2Rα) vor. Die Freisetzung ist proportional zur Expression des membran-gebundenen Rezeptors.

## Klinische Relevanz
Die Konzentration des löslichen Interleukin-2-Rezeptor α (sIL-2Rα) im Serum hat laborchemische Bedeutung unter anderem zur Beurteilung der Aktivität einer Sarkoidose, bei Fragen der Abstoßung von Transplantaten, sowie bei Autoimmunerkrankungen. Er ermöglicht im Gegensatz zu globalen Entzündungsparametern wie dem C-reaktiven Protein (CRP) oder der Blutkörpersenkungsgeschwindigkeit (BKS) eine Aussage über die Aktivierung der T-Lymphozyten. Von anderen Autoren wird er hingegen als „sehr unspezifischer Marker einer Aktivierung des Immunsystems“ beschrieben.